# جائزة فرنسا الكبرى 1923
جائزة فرنسا الكبرى 1923 هو سباق فورمولا 1 أقيم بتاريخ 2 يوليو 1923 في تور.